# Сарматське море
Сарматське море — стародавнє море, що існувало 14-11 млн  років тому на території від Паннонського моря до Аральського моря з островами Крим і Кавказ. Сарматське море простягалося від нинішнього Відня до підніжжя Тянь-Шаню і містило сучасні Чорне, Азовське, Каспійське і Аральське моря. Сарматське море характеризується ізоляцією від Світового океану та прогресуючим опрісненням. Сарматське море поступово сильно опріснилося водами річок, що впадають в нього, можливо, навіть більшою мірою, ніж сучасний Каспій. 14,0-10,5 мільйонів років тому Сарматське море було майже замкнутим озером-морем, що мало ускладнений зв'язок з розташованим на південь Середземним морем.
На берегах Сарматського моря бродили слони, мастодонти, жирафи , носороги, олені, великі свині, стада гіппаріонів. Близько 10 млн років тому Сарматське море відновлює зв'язок із Світовим океаном у районі протоки Босфор. Цей період отримав назву Меотичного моря, що мало у своєму складі сьогоденні Чорне та Каспійське моря, пов'язані північнокавказькою протокою. 6 млн років тому Чорне та Каспійське море розділилися. Розпад морів частково пов'язують із підняттям гір Кавказу, частково зі зниженням рівня Середземного моря. 5-4 млн років тому рівень Чорного моря знову підвищився і воно знову злилося з Каспієм в Акчагильське море, яке еволюціонує в Апшеронське море і охоплює Чорномор'я, Каспій, Арал і заливає території Туркменістану та нижнього Поволжя.